# Doro Pesch
Doro Pesch (fullständigt namn Dorothee Pesch), född 3 juni 1964 i Düsseldorf i Tyskland, är en sångerska som tidigare sjöng i metalbandet Warlock. Hon var en av de få kvinnliga sångarna under 1980-talets metalvåg.
Efter gruppens fjärde studioalbum, Triumph and Agony (1987), var hon den enda ursprungliga bandmedlemmen som var kvar. När hon bytte skivbolagfick hela gruppen namnet Doro, eftersom rättigheterna till namnet Warlock blivit ett varumärkesnamn som registrerats av merchandiseföretag, utan bandets vetskap. Rättigheterna till namnet har nu sedan ett par år åter tillfallit Doro Pesch.
Doros album Classic Diamonds från 2004 var ett samarbete med The Classic Night Orchestra. Hennes senaste album, Forever Warriors, Forever United, släpptes 2018.
Doro medverkar på Amon Amarths album Jomsviking från 2016 där hon sjunger tillsammans med Johan Hegg på sången "A Dream That Cannot Be".

## Bilder från Skogsröjet 2012

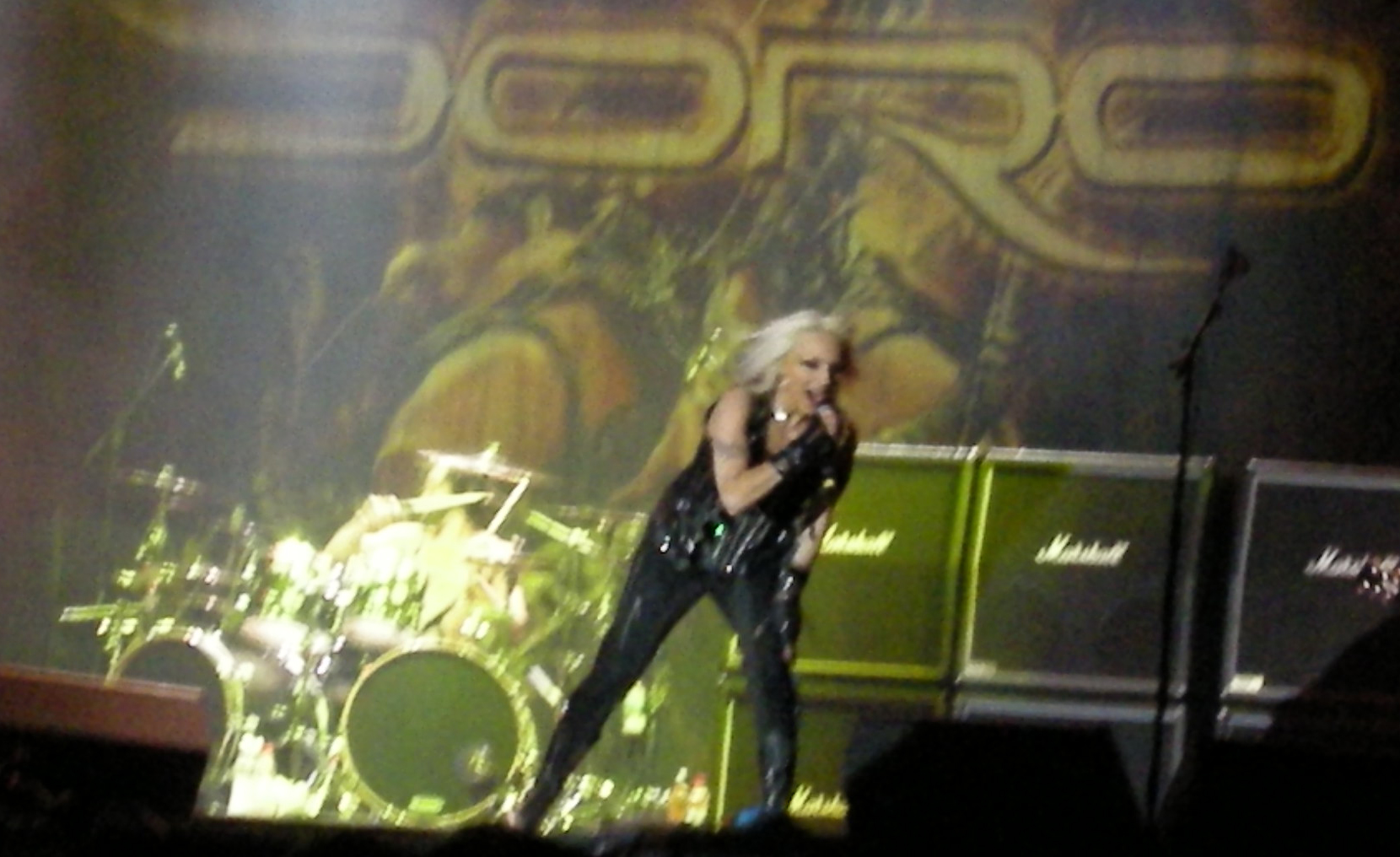
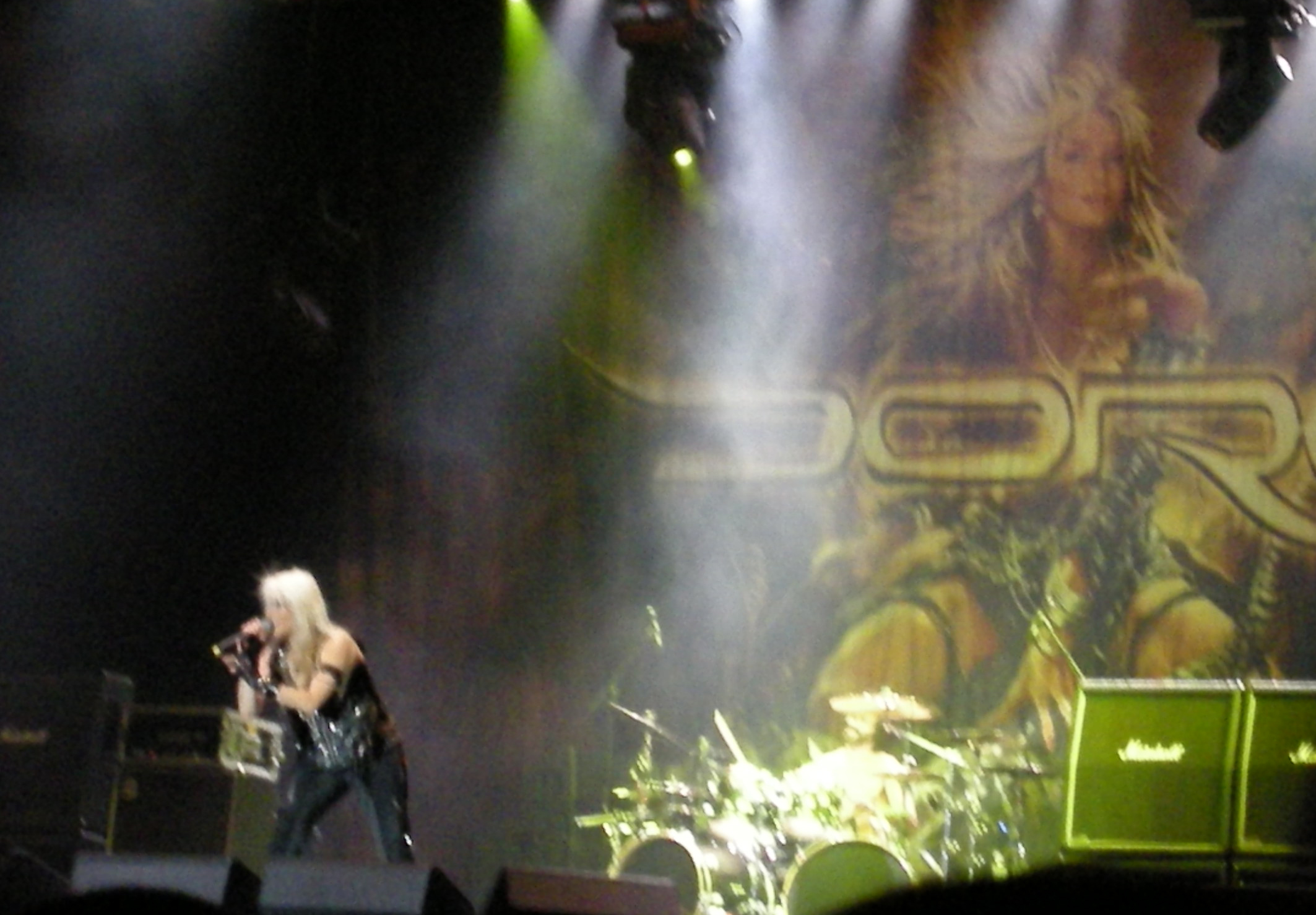
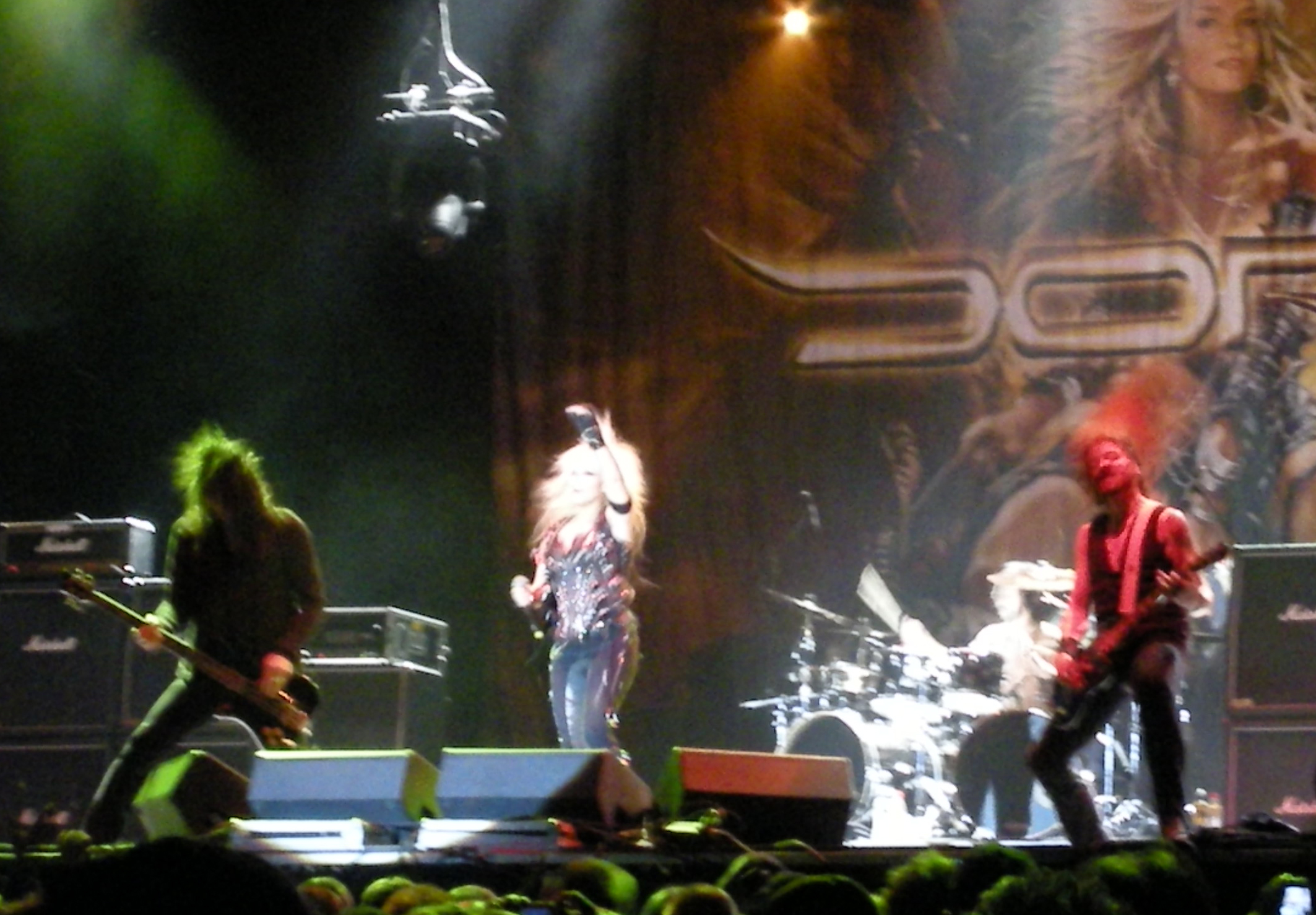
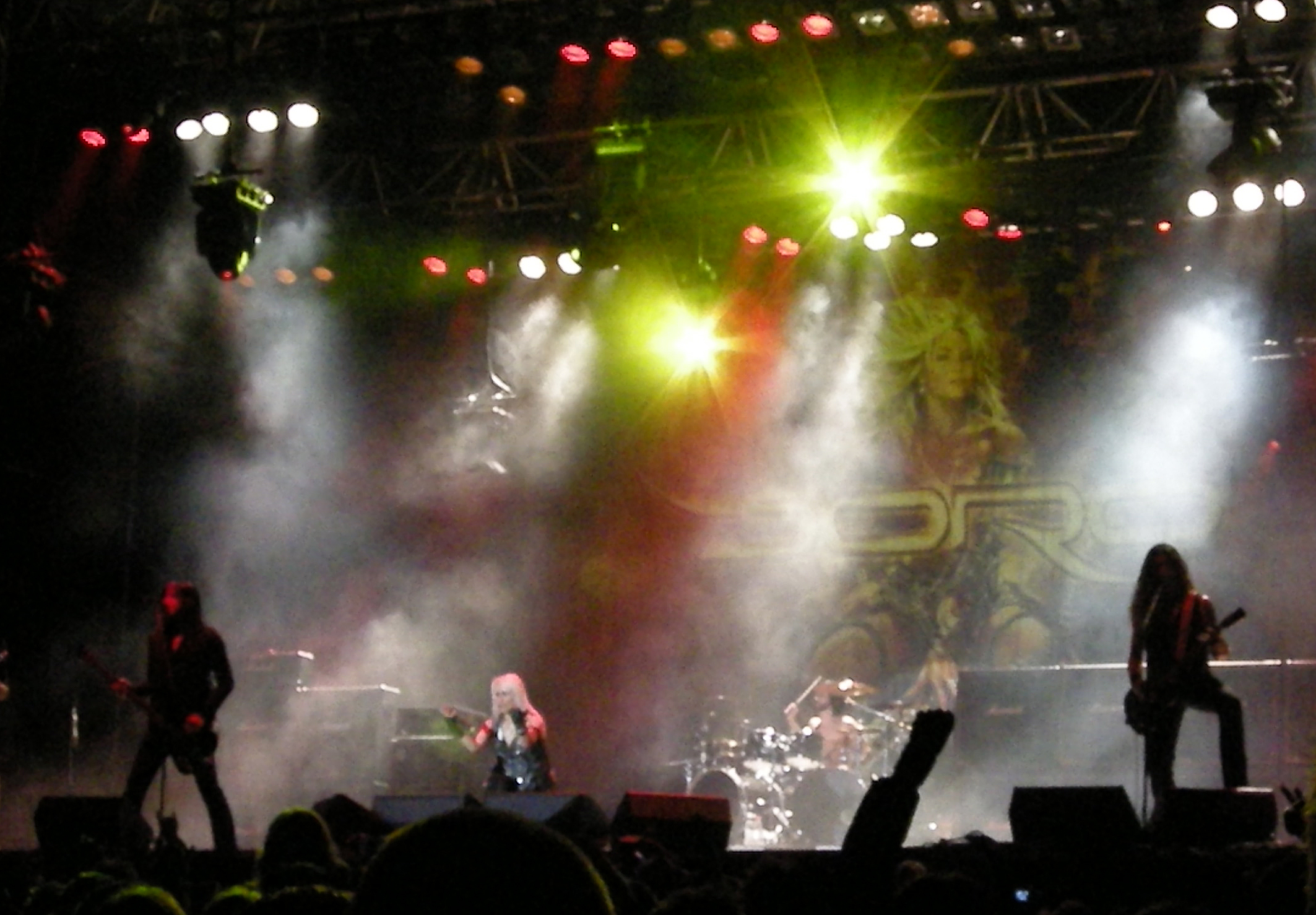

Doro på Skogsröjet i Rejmyre 2012.